# Marcel Guimbretière
Marcel Guimbretière (Les Sables-d'Olonne, 4 de desembre de 1909 - París, 1 d'octubre de 1970) va ser un ciclista francès que fou professional entre 1930 i 1948. Es va especialitzar en les curses de sis dies.

## Palmarès
- 1930
  - 1r als Sis dies de Chicago (amb Alfred Letourneur)
- 1931
  - 1r als Sis dies de Nova York 1 (amb Alfred Letourneur)
  - 1r als Sis dies de Nova York 2 (amb Alfred Letourneur)
- 1932
  - 1r als Sis dies de Berlín (amb Paul Broccardo)
  - 1r als Sis dies de Filadèlfia (amb Alfred Letourneur)
- 1933
  - 1r als Sis dies de París (amb Paul Broccardo)
- 1934
  - 1r als Sis dies de Nova York (amb Paul Broccardo)
  - 1r als Sis dies d'Amsterdam (amb Paul Broccardo)
  - 1r als Sis dies de Dortmund (amb Paul Broccardo)
- 1935
  - 1r als Sis dies de París (amb Paul Broccardo)
- 1938
  - 1r als Sis dies de Saint-Étienne (amb Cor Wals)
  - 1r al Premi Dupré-Lapize (amb Maurice Archambaud)